# Габардин
Габардин е груб, стегнато изтъкан плат, използван за сака, връхни дрехи и панталони. Традиционно за производството на габардин се ползва вълнена нишка, но е възможна употребата и на памучна, синтетична или смесена. Сплитката на габардина е вариант на диагоналната сплитка (twill): от едната страна повърхността е гладка, а от другата – на диагонални ивици.
Платът е произведен за първи път в края на 19 век от английския текстилен предприемач Томас Бърбъри Thomas Burberry, основател на компанията Бърбари Burberry. Той нарича тъканта с името габардин (gabardine) от думата gaberdine за широката дълга връхна дреха, пристегната в талията. Такава кройка дрехи е била често носена в Европа през Средните векове от пилигрими и просяци.
В зависимост от нишката, от която е произведен габардинът, се препоръчва той да се подлага на химическо чистене (както е с повечето вълнени платове), или да се пере в машина. Гладенето на габардин с гореща ютия може да остави отпечатък по плата, затова се препоръчва топла ютия и гладене с натиск.